# Parectatosoma
Parectatosoma is een geslacht van Phasmatodea uit de familie van de Anisacanthidae. De wetenschappelijke naam van dit geslacht is voor het eerst geldig gepubliceerd in 1879 door James Wood-Mason.

## Soorten
Het geslacht Parectatosoma omvat de volgende soorten:
- Parectatosoma cervinum Redtenbacher, 1906
- Parectatosoma echinus Wood-Mason, 1879
- Parectatosoma hystrix Wood-Mason, 1879
- Parectatosoma minus Chopard, 1919
- Parectatosoma mocquerysi Finot, 1898
- Parectatosoma sakavalanum Redtenbacher, 1906